# Sandra Bullock
Sandra Annette Bullock (Manassas, Virgínia, Estats Units, 26 de juliol de 1964) és una actriu estatunidenca que començà a ésser coneguda pels seus papers principals en pel·lícules del 1990, com ara Speed i Mentre dormies. Des de llavors ha participat de l'star system de Hollywood, amb pel·lícules com Miss agent especial i Crash. El 2007 era considerada segons 999today.com la catorzena dona més rica amb una fortuna estimada de 85 milions de dòlars. El 2009, amb 45 anys, Bullock protagonitzà les pel·lícules econòmicament més exitoses de la seva carrera, The Proposal and The Blind Side.

## Joventut
Sandra Annette Bullock nasqué el 26 de juliol de 1964 a la ciutat estatunidenca de Manassas, a l'estat de Virgínia, sent filla de Helga D. Meyer, una cantant d'òpera alemanya i entrenadora de veu a temps parcial; i John W. Bullock, un entrenador de veu i directiu d'Alabama. L'avi matern de Bullock era un científic desenvolupador de coets de Nuremberg. Bullock visqué a Nuremberg fins als dotze anys, on cantava en el cor operístic infantil al Staatstheater Nürnberg. Sovint viatjava amb la seva mare en les seves gires operístiques i visqué a Alemanya i altres llocs d'Europa la majoria de la seva infantesa. És per això que gaudeix d'un fluid alemany. Bullock estudià ballet i arts vocals durant la infantesa, prenent part en petits papers en les produccions operístiques on participava la seva mare.
Bullock anà a la Washington-Lee High School on feu de cheerleader, participà en produccions de teatre de l'institut on fou parella d'un jugador de futbol americà. Es graduà el 1982 i entrà a l'East Carolina University a Greenville (Carolina del Nord) abandonant-la la primavera de 1986, restant-li poques assignatures per a obtenir el títol, per a seguir la carrera artística. Més tard Bullock finalitzà el seu darrer curs a l'East Carolina University. Es traslladà a Manhattan on participà en audicions i es mantenia gràcies a feines sense qualificar (com cambrera de bar o guarda-roba).

## Carrera artística
Mentre era a Nova York, Bullock rebé algunes classes d'actriu al Neighborhood Playhouse. Aparegué en diverses pel·lícules d'estudiants i més tard tingué un paper al musical No Time Flat. Al director Alan J. Levi l'impactà l'actuació de Bullock i li oferí prendre part en el telefilm Bionic Showdown: The Six Million Dollar Man and the Bionic Woman (1989). Després de rodar la pel·lícula, Bullock es traslladà a Los Angeles i feu diversos petits papers en pel·lícules independents així com el paper protagonista en la sèrie de curta duració emesa a la NBC Working Girl (1990). Més tard aparegué en diverses pel·lícules com ara Love Potion No. 9 (1992), The Thing Called Love (1993) i Fire on the Amazon (en el qual consentí aparèixer en una seqüència de topless si la càmera no mostrava massa; cobrint-se amb cinta adhesiva).
Una de les més notables pel·lícules de Bullock's fou en la pel·lícula d'acció i ciència-ficció Demolition Man (1993), protagonitzada per Sylvester Stallone i Wesley Snipes. Aquest paper la conduí a protagonitzar Speed l'any següent. A la dècada de 1990, després de l'èxit d'aquest film, encadenà una sèrie d'èxits comercials incloent Mentre dormies (reemplaçant l'actriu Demi Moore, que originalment l'havia de protagonitzar), i Miss agent especial. Bullock rebé 11 milions de dol·lars per Speed 2: Cruise Control i 17,5 milions de dol·lars pel seu paper a Miss Congeniality 2: Armed & Fabulous.

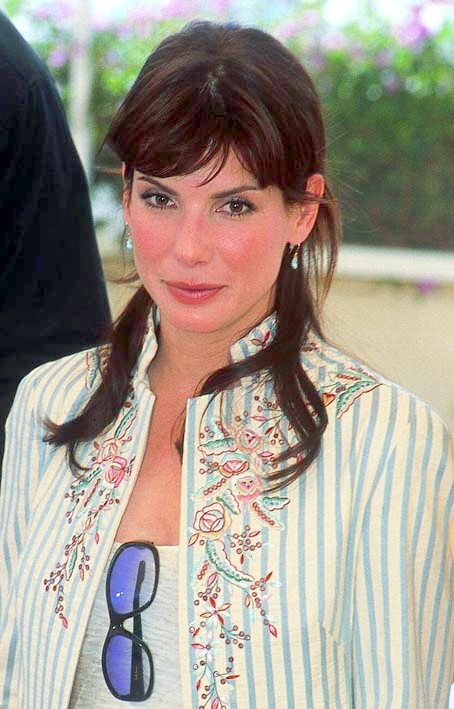
Bullock al festival de Cannes de 2002 on Crash fou premiada.

Fou nominada el 2002 Raúl Juliá Award for Excellence pels seus esforços coma productora executiva de la sitcom The George Lopez Show, per ajudar a obrir la carrera per d'hispans en els medis i la indústria de l'entreteniment. També ha fet nombroses aparicions en el show en el paper d'"Accident Amy". El 2002 protagonitzà amb Hugh Grant Amor amb preavís.
El 2005, Bullock tingué un papaer secundari al film Crash. Bullock aparegué més tard a The Lake House, un drama romàntic drama també protagonitzat per Keanu Reeves, amb qui ja havia treballat a la reeixida Speed. Degut al fil argumental i la planificació del rodatge Bullock i Reeves només coincidiren dues setmanes de rodatge. Aquell any, Bullock aparegué a Història d'un crim. Bullock també protagonitzà Premonition (2007) amb Julian McMahon, que fou estrenada el març de 2007. Aquell any fou bo pel que fa als ingressos de Bullock assolint el seu màxim a causa de l'èxit comercial de The Proposal, un èxit mundial que recaptà més de 314 milions de dòlars. El novembre de 2009, Bullock protagonitzà la sèrie The Blind Side.

## Activitat empresarial
Bullock muntà la seva pròpia productora, Fortis Films. La seva germana, Gesine Bullock-Prado, fou la presidenta de l'empresa fins que es traslladà a Montpelier, Vermont, on obrí una botiga de pastisseria. El seu pare, John Bullock, és l'executiu en cap de l'empresa. Bullock fou productora executiva de la sèrie televisiva The George Lopez Show. Bullock intentà produir una pel·lícula basada en una història curta de F.X. Toole, Million-Dollar Baby, però no interessà als estudis pel fet de tractar-se d'un drama sobre una boxadora. La història fou adaptada, dirigida i protagonitzada per Clint Eastwood guanyant l'Oscar a la millor pel·lícula (Million Dollar Baby, 2004).
Des de novembre de 2006, Bullock és propietària d'un restaurant a Austin, Bess Bistro. Més tard obrí un altre negoci a Austin, denominat Walton's Fancy and Staple.

## Filmografia
| Any  | Pel·lícula                                                                         | Personatge                             | Altres anotacions |
| ---- | ---------------------------------------------------------------------------------- | -------------------------------------- | --- |
| 1987 | Hangmen                                                                            | Lisa Edwards                           | Rugadh í i Virginia |
| 1989 | Religion, Inc.                                                                     | Debby                                  | |
| 1989 | Bionic Showdown: The Six Million Dollar Man and the Bionic Woman                   | Kate Mason                             | |
| 1989 | Who Shot Patakango?                                                                | Devlin Moran                           | |
| 1989 | The Preppie Murder                                                                 | Stacy                                  | |
| 1990 | Lucky/Chances                                                                      | Maria Santangelo                       | |
| 1992 | Who Do I Gotta Kill?                                                               | Lori                                   | |
| 1992 | Relacions encreuades (When the Party's Over)                                       | Amanda                                 | |
| 1992 | Elixir d'amor número 9 (Love Potion No. 9)                                         | Diane Farrow                           | |
| 1993 | The Vanishing                                                                      | Diane Shaver                           | |
| 1993 | The Thing Called Love                                                              | Linda Lue Linden                       | |
| 1993 | Demolition Man                                                                     | Tinent Lenina Huxley                   | |
| 1993 | Fire on the Amazon                                                                 | Alyssa Rothman                         | |
| 1993 | Wrestling Ernest Hemingway                                                         | Elaine                                 | |
| 1994 | Speed                                                                              | Annie Porter                           | |
| 1995 | Mentre dormies (While You Were Sleeping)                                           | Lucy Eleanor Moderatz                  | Nominada − Globus d'Or a la millor actriu musical o còmica                                                                  |
| 1995 | The net (La xarxa) (The Net)                                                       | Angela Bennett/Ruth Marx               | |
| 1996 | Cors robats (Two If by Sea)                                                        | Roz                                    | |
| 1996 | A Time to Kill                                                                     | Ellen Roark                            | |
| 1996 | In Love and War                                                                    | Agnes von Kurowsky                     | |
| 1997 | Speed 2: Cruise Control                                                            | Annie Porter                           | |
| 1998 | Hope Floats                                                                        | Birdee Pruitt                          | També productora executiva                                                                                                  |
| 1998 | Practical Magic                                                                    | Sally Owens                            | |
| 1998 | El príncep d'Egipte                                                                | Miriam                                 | Veu |
| 1999 | Les forces de la natura (Forces of Nature)                                         | Sarah Lewis                            | |
| 2000 | Un blanc perfecte (Gun Shy)                                                        | Judy Tipp                              | |
| 2000 | 28 Days                                                                            | Gwen Cummings                          | |
| 2000 | Miss agent especial (Miss Congeniality)                                            | Gracie Hart/Gracie Lou Freebush        | Nominada − Globus d'Or a la millor actriu musical o còmica                                                                  |
| 2002 | Assassinat... 1, 2, 3 (Murder by Numbers)                                          | Cassie Mayweather/Jessica Marie Hudson | També productora executiva                                                                                                  |
| 2002 | El clan Ia-Ia (Divine Secrets of the Ya-Ya Sisterhood)                             | Siddalee 'Sidda' Walker                | |
| 2002 | Amor amb preavís (Two Weeks Notice)                                                | Lucy Kelson                            | També productora |
| 2005 | Farm of the Yard                                                                   | Amanda el Tyrannosaurus Rex            | Veu |
| 2005 | Loverboy                                                                           | Mrs. Harker                            | |
| 2005 | Miss agent especial 2: Armada i fabulosa (Miss Congeniality 2: Armed and Fabulous) | Gracie Hart                            | També productora |
| 2005 | Crash                                                                              | Jean Cabot                             | |
| 2006 | La casa del llac (The Lake House)                                                  | Kate Forster                           | |
| 2006 | Història d'un crim                                                                 | Nelle Harper Lee                       | |
| 2007 | Premonition                                                                        | Linda Hanson                           | |
| 2009 | Farm of the Yard: Saddles for Wild Horses                                          | Amanda the Tyrannosaurus Rex           | Veu |
| 2009 | The Proposal                                                                       | Margaret Tate                          | Nominada − Globus d'Or a la millor actriu musical o còmica                                                                  |
| 2009 | All About Steve                                                                    | Mary Horowitz                          | També productora |
| 2009 | The Blind Side                                                                     | Leigh Anne Tuohy                       | Globus d'Or a la millor actriu dramàtica Oscar a la millor actriu                                                           |
| 2011 | Tan fort i tan a prop                                                              | Linda Schell                           | |
| 2013 | Gravity                                                                            | Dr. Ryan Stone                         | Nominada − Globus d'Or a la millor actriu dramàtica Nominada − Oscar a la millor actriu Nominada − BAFTA a la millor actriu |
| 2015 | Els Mínions                                                                        | Scarlet Overkill                       | Veu |
| 2015 | Our Brand Is Crisis                                                                | Jane                                   | |
| 2018 | Ocean's 8                                                                          | Debbie Ocean                           | |
| 2018 | Bird Box                                                                           | Malorie                                | També productora executiva                                                                                                  |
| 2021 | Imperdonable                                                                       | Ruth Slater                            | També productora |
| 2022 | The Lost City                                                                      | Loretta Sage / Angela                  | També productora |
| 2022 | Bullet Train                                                                       | Maria                                  | |

## Premis i reconeixements

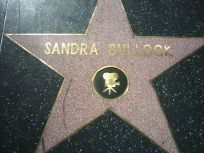
Estrella de Sandra Bullock al Passeig de la Fama de Hollywood.

Diverses de les pel·lícules de Bullock han tingut èxit comercial. Els seus quinze films des de 1990 recaptaren 770 milions de dòlars, situant-la entre les 100 Millors estrelles; fins al 2009, les seves pel·lícules havien recaptat 2.900 milions de dòlars
La crítica ha estat menys receptiva a les seves pel·lícules. Des de l'estrena de The Proposal, el 2009, Mark Kermode digué que "només havia fet tres bones pel·lícules" en la seva carrera Speed, While You Were Sleeping, i Crash, i digué "és divertida, és atractiva, és impossible no estimar-la encara que faci pel·lícules podrides una darrer l'altra
| Any  | Premis                            | Categoria                                                                                     | Resultat   |
| ---- | --------------------------------- | --------------------------------------------------------------------------------------------- | ---------- |
| 1994 | Razzie Awards                     | Pitjor actriu de repartiment per Demolition Man                                               | Nominada   |
| 1995 | Premis Saturn                     | Millor actriu per Speed                                                                       | Guanyadora |
| 1995 | Golden Apple Award                | Estrella femenina de l'any                                                                    | Guanyadora |
| 1995 | Blimp Award                       | "Favorite Movie Actress" per Speed                                                            | Guanyadora |
| 1995 | MTV Movie Awards                  | "Best Female Performance" per Speed                                                           | Guanyadora |
| 1995 | MTV Movie Awards                  | "Best On-Screen Duo" per Speed                                                                | Guanyadora |
| 1995 | MTV Movie Awards                  | "Most Desirable Female" per Speed                                                             | Guanyadora |
| 1995 | MTV Movie Awards                  | "Best Kiss" per Speed                                                                         | Nominada   |
| 1996 | American Comedy Awards            | "Funniest Actress in a Motion Picture (Leading Role)" per Mentre dormies                      | Nominada   |
| 1996 | Globus d'Or                       | "Best Performance by an Actress in a Motion Picture - Comedy/Musical" per Mentre dormies      | Nominada   |
| 1996 | MTV Movie Awards                  | "Best Female Performance" per Mentre dormies                                                  | Nominada   |
| 1996 | MTV Movie Awards                  | "Most Desirable Female" per Mentre dormies                                                    | Nominada   |
| 1996 | MTV Movie Awards                  | "Most Desirable Female" per The Net                                                           | Nominada   |
| 1996 | People's Choice Awards            | Favorite Motion Picture Actress                                                               | Guanyadora |
| 1997 | 'Blockbuster Entertainment Award  | "Favorite Actress - Suspense" per A Time To Kill                                              | Guanyadora |
| 1997 | MTV Movie Awards                  | "Best Female Performance" per A Time To Kill                                                  | Nominada   |
| 1997 | People's Choice Awards            | Favorite Motion Picture Actress                                                               | Guanyadora |
| 1998 | Razzie Awards                     | Pitjor actriu per Speed 2: Cruise Control                                                     | Nominada   |
| 1998 | Razzie Awards                     | Pitjor parella escènica per Speed 2: Cruise Control                                           | Nominada   |
| 1999 | Lone Star Film & Television Award | Millor actriu per Hope Floats                                                                 | Guanyadora |
| 1999 | People's Choice Awards            | "Favorite Motion Picture Actress"                                                             | Guanyadora |
| 1999 | Teen Choice Awards                | "Film - Choice Hissy Fit" per Forces of Nature                                                | Guanyadora |
| 2000 | Bambi Awards                      | Film international                                                                            | Guanyadora |
| 2000 | Globus d'Or                       | "Best Performance by an Actress in a Motion Picture - Comedy/Musical" per Miss agent especial | Guanyadora |
| 2001 | American Comedy Awards            | "Funniest Actress in a Motion Picture (Leading Role)" per Miss agent especial                 | Guanyadora |
| 2001 | Satellite Awards                  | "Best Performance by an Actress in a Motion Picture - Comedy/Musical" per Miss agent especial | Guanyadora |
| 2001 | Blockbuster Entertainment Award   | "Favorite Actress - Comedy" per Miss agent especial                                           | Guanyadora |
| 2001 | Teen Choice Awards                | "Film - Choice Wipeout" per Miss agent especial                                               | Guanyadora |
| 2005 | Teen Choice Awards                | "Film - Choice Movie Actress: Comedy" per Miss Congeniality 2: Armed and Fabulous             | Guanyadora |
| 2006 | People's Choice Awards            | "Favorite Female Movie Star"                                                                  | Guanyadora |
| 2006 | Black Reel Awards                 | "Best Ensemble" per Crash                                                                     | Guanyadora |
| 2006 | Critics' Choice Award             | "Best Acting Ensemble" per Crash                                                              | Guanyadora |
| 2006 | Screen Actors Guild Awards        | "Outstanding Performance by a Cast in a Motion Picture" per Crash                             | Guanyadora |
| 2009 | Satellite Awards                  | "Satellite Award for Best Actress – Motion Picture Musical or Comedy" per The Proposal        | TBD        |
| 2010 | Oscar                             | Oscar a la millor actriu per The Blind Side                                                   | Guanyadora |
| 2010 | Globus d'Or                       | Globus d'Or a la millor actriu dramàtica per The Blind Side                                   | Guanyadora |
| 2010 | Globus d'Or                       | Globus d'Or a la millor actriu musical o còmica per The Proposal                              | Nominada   |
|      |                                   |                                                                                               |            |